# Ever Given

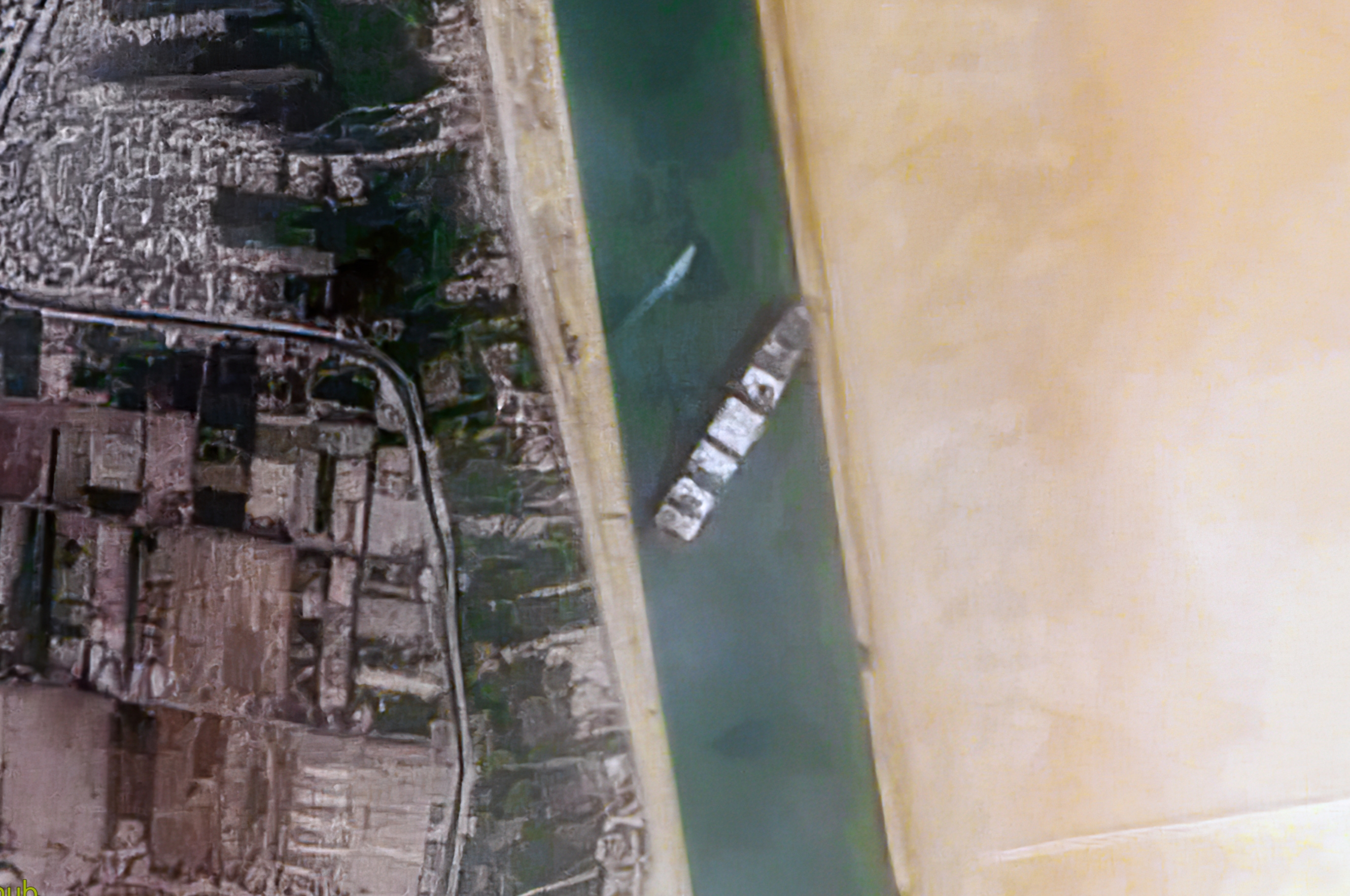
Hình ảnh vệ tinh của Ever Given mắc kẹt ở kênh đào Suez

Ever Given (tên Hán: 長賜輪 - Trường Tứ Luân) là một con tàu container lớp Golden, và là một trong những tàu container lớn nhất thế giới. Con tàu thuộc sở hữu của Shoei Kisen Kaisha - công ty con của tập đoàn đóng tàu Imabari Shipbuilding, Nhật Bản. Ever Given được thuê và vận hành bởi công ty vận tải biển Evergreen Marine. Ever Given được đăng ký tại Panama, việc quản lý kỹ thuật của nó do công ty quản lý tàu Bernhard Schulte Shipmanagement (BSM) của Đức chịu trách nhiệm
Vào ngày 23 tháng 3 năm 2021, khi đang đi từ cảng Tanjung Pelepas, Malaysia đến Rotterdam, Hà Lan, con tàu đã bị mắc kẹt ở kênh đào Suez, khiến lưu thông hàng hóa ở đây bị tắc nghẽn.